# アナポリスロイヤルの戦い (1745年)
1745年のアナポリスロイヤルの戦い（－のたたかい、英Siege of Annapolis Royal (1745)）は、ジョージ王戦争中に起こった戦いで、フランスの、4回に及ぶアナポリスロイヤル奪還計画のうちの1つである。

## 歴史的背景

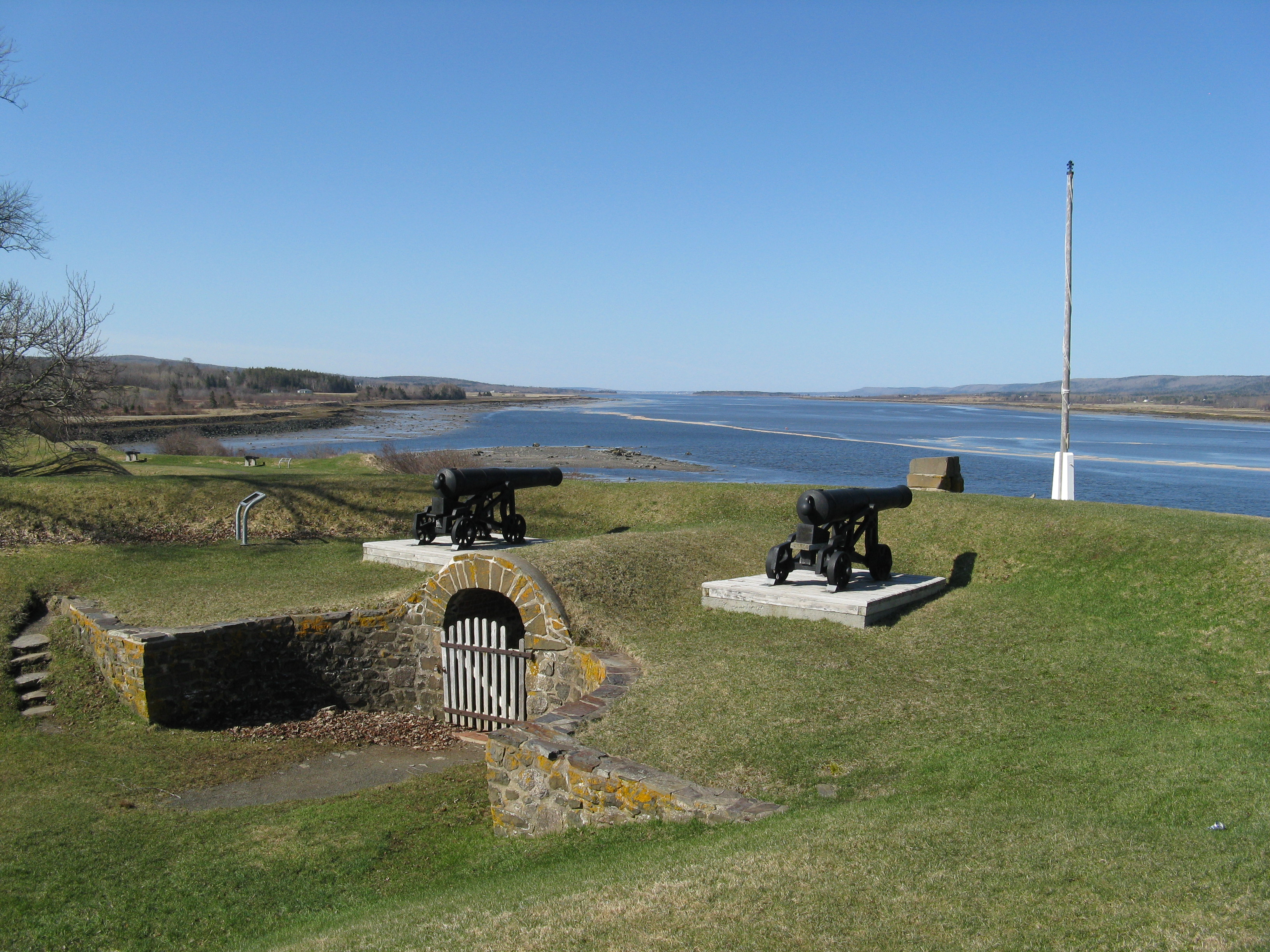
アン砦の大砲

アン女王戦争後、1713年にユトレヒト条約が締結され、アカディア（ノバスコシア）がイギリスに割譲されたが、その後この地の境界を巡っての対立が続いた。第二次シュレージエン戦争が始まった1744年には、英仏の抗争が再開した。フランスがイギリスに宣戦布告を行って交戦状態に入り、これが北アメリカの植民地にも飛び火した。フランスにとって、この戦闘はノバスコシアを奪還するためのこのうえない機会であり、ノバスコシアを居住地とするミクマク族が、アナポリスロイヤルやカンゾを攻撃した。カンゾがフランスに破壊されたため、アナポリスロイヤルがノバスコシアにおけるイギリスの唯一の拠点となった。アナポリスロイヤルの駐屯兵の人数は少なかったが、砦が修復されたこともあり、兵士たちは交戦を望んでいた。
最初の攻撃は、ミクマク族によるものだった。しかし彼らには大砲がなく、また、マサチューセッツから援軍が来たため退却させられた。フランスが攻撃を仕掛けたのは、8月になってからだった。フランソワ・デュポン・デュヴィヴィエが指揮するルイブールからの分遣隊、フランス兵50人、ミクマク族160人、そしてマリシート族70人の軍勢がアナポリスロイヤルを包囲した。最終的に、アナポリスロイヤルの指揮官であるポール・マスカレンは、フランス艦隊が救援に来たら休戦に応じると返答したが、艦隊は姿を現さず、結局10月までアナポリスロイヤルの包囲は続いた。なお、この時マスカレンは休戦に同意せず、一方で、デュヴィヴィエは戦闘意欲を欠いていて、休戦したがっていたにもかかわらず、艦隊を当てにしたため撤退を渋ったという見方もある。フランス軍はその翌年、1745年に再びアナポリスロイヤルを包囲した。
その一方で、1720年代に建設された、ロワイヤル島のルイブールの砦はイギリス入植地の脅威だった。この砦は、フランスにとって漁業や貿易の拠点でもあり、ニューイングランド船を苦しめるフランスの私掠船や、海軍艦隊にとっては格好の逃げ場でもあった。

## 包囲戦
1745年1月15日、ポール・マリン・ド・ラ・マルグと息子ジョゼフの命令により、フランス系カナダ人中心に編成された300人部隊と、同盟インディアンとが、そりやトボガンで陸路アカディアへと派遣された。数週間後、マリン父子と、そしてフランス系カナダ人の部隊がアカディアに到着した。マリンは到着後すぐに、マリンは、ルイブールにケベック駐在の兵の派遣を打診した。その後マリンと兵士たちは、目的であったアナポリスロイヤルの攻撃に向かったが、この時はまだルイブールに差し迫った危機を知らなかった。ルイブールの首脳部も、マリンの文書を持ってルイブールに向かった伝令もおそらくは気づいていなかった
。
マリンが受け取った返答には、アナポリスロイヤルへの攻撃を続けるように記されていた。マリンはアナポリスロイヤルに兵を向かわせ、1745年の5月に200人部隊と何百人ものミクマク族を連れて、3週間に及ぶアナポリスロイヤルの包囲戦に出た。その間にニューイングランドはルイブール遠征の準備を進めていた。マリンの軍勢の数は、その前年の包囲戦でデュヴィヴィエが率いた軍勢の2倍であった。包囲戦の間、イギリス系住民は、フランス軍の手に渡るであろうオフィサーズフェンス、民家や建物を破壊した。マリンは2隻のイギリスのスクーナー船を拿捕し、1人を捕虜とした。その時、ルイブールにやったのとは別の伝令がアナポリス川を下ってやって来た。ルイブールが攻撃を受け、援軍が必要だというのだ。アナポリスロイヤルを包囲していた大勢の兵と、マリンの部隊がルイブールへ向かった。このため、アナポリスロイヤルの包囲戦はこの時点で終わりを告げた。
マリン軍は、陸上では、アカディア人やミクマク族の支援を受けて素速く動けた。マリンはフランスのスクーナー船に手紙を渡したが、この船はルイブールに入港時、不運にも座礁した。乗組員は森へと逃げたが、船はイギリスのものとなり、マリンがロワイヤル島総督のルイ・デュポン・ド・デュシャンボンに宛てた手紙が発見された。これはイングランドにとって好機となった。

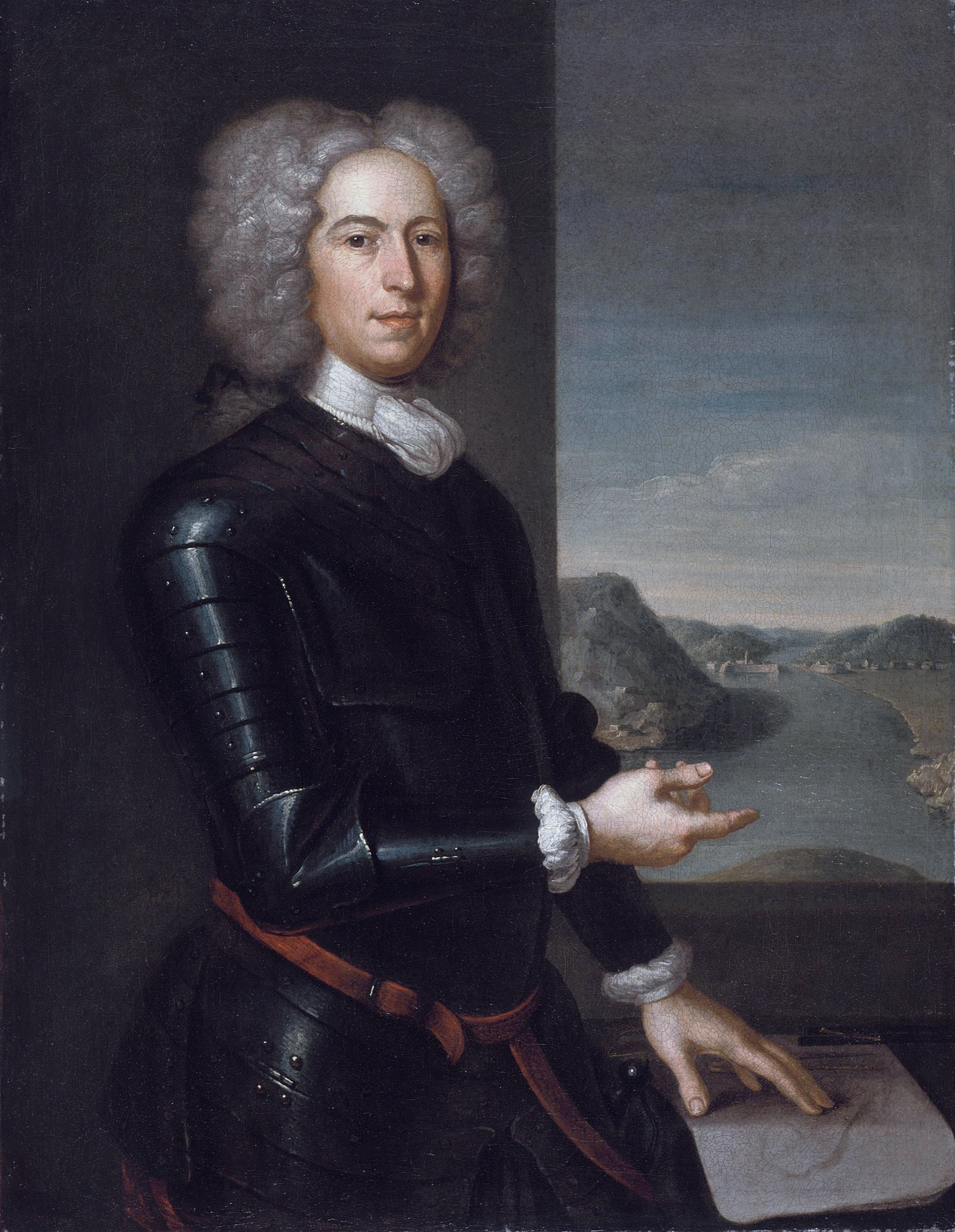
ノバスコシア総督
ポール・マスカレン

## ポートの手記
包囲戦の間、ミクマク族はイギリス兵ウィリアム・ポートとジョン・ゴラムの猟兵数人を捕囚した。ジョン・ゴラムはその時アナポリスロイヤルにはおらず、父と共にルイブールの戦いに参加していた。捕囚されている間、ポートは、アカディアとノバスコシアの戦いに関する手記をつづった。これは捕虜の手記の中でも最も影響の大きいものであった。コベキドでは、アカディア人が、フランス軍はイギリス兵の遺体は置き去りにして、皮膚を持ってくるべきであると話していたのを書き留めている。
その翌年、他の場所で彼はマリシート族の集落で、セントジョン川沿いにあるオークパクの村に連れて行かれた。ここにいる間に、ミクマク族がノバスコシアから1745年6月6日に到着し、彼と、ゴラムの中隊にいたモホーク族の猟兵ジェイコブを拷問にかけた。これは家族をジョン・ゴーラムに殺された報復だった。6月10日、ポートは、ミクマク族がメデュクトクで、やはりゴーラムの猟兵であるモホーク族に拷問をかけていたのを目撃した。